# Hermann Graser
Ernst Hermann Graser (* 22. September 1835 in Luckau; † 5. Februar 1903 in Berlin) war ein deutscher Verlagsbuchhändler, dem das Erzgebirge die Hebung seines Ansehens mitverdankt.

## Leben und Wirken
Am 2. August 1861 wurde in Annaberg im Erzgebirge von Rudolph & Dieterici eine Buchhandlung mit Verlag gegründet, die Hermann Graser am 1. März 1863 in Besitz nahm. Sein Verlag entwickelte sich im ausgehenden 19. Jahrhundert zu einem der wichtigsten im oberen Erzgebirge. Neben Sachliteratur widmete sich Graser auch der Herausgabe von Mundart- und Heimatliteratur des Erzgebirges. Zu den Autoren gehörten u. a. Bruno Berlet, August Israel und Moritz von Süßmilch.
Die zunächst mit dem Verlag verbundene Sortimentsbuchhandlung verkaufte Graser 1890 an seinen bisherigen Prokuristen Wilhelm Kuske.